# Boituva
Boituva es un municipio brasileño del estado de São Paulo. Se localiza a una latitud 23º17'00" sur y a una longitud 47º40'20" oeste, estando a una altitud de 637 metros. Su población estimada en 2010 según el Instituto Brasileño de Geografía y Estadística (IBGE), era de 48 323 habitantes. El municipio está localizado en la mesorregión de Itapetininga y en la microrregión de Tatuí, abarcando un área de 249,0 km².

## Historia
Boituva tuvo suorigen en la propiedad de João Rodrigues Leite, quien fue donador del terreno en que la Vía de Ferrocarril Sorocabana construyó, en 1883, la estación ferroviaria y sus dependencias. Fueron sus primeros pobladores: Eugênio Corte Real, Nicolau Vercelino, Coronel José de Campos Arruda Botelho y sus respectivas familias. El Coronel Arruda Botelho creó el distrito policial local.
Boituva fue elevada la categoría de villa por el Decreto n.º 1.014 del 16 de octubre de 1906 y, a municipio por el Decreto n.º 3.045, de 6 de septiembre de 1937, siendo instalado en 1938.

## Toponimia
Boituva es un vocablo indígena que, según Silveira Bueno, significa "lugar de muchas cobras". De la lengua tupí mboy: cobra; y tyba: gran cantidad, abundancia.